# Hasdümen, Serik
Hasdümen là một xã thuộc huyện Serik, tỉnh Antalya, Thổ Nhĩ Kỳ. Dân số thời điểm năm 2011 là 262 người.